# Валуївка (Волгоградська область)
Валуївка (рос. Валуевка) — село у Старополтавському районі Волгоградської області Російської Федерації.
Населення становить 1002  особи. Входить до складу муніципального утворення Валуєвське сільське поселення.

## Історія
Село розташоване у межах українського історичного та культурного регіону Жовтий Клин.
Село засноване 1870 року.
Згідно із законом від 17 січня 2005 року № 991-ОД органом місцевого самоврядування є Валуєвське сільське поселення.

## Населення
| 2010 | 2012  | 2013  | 2014  | 2015  | 2016 | 2017  |
| ---- | ----- | ----- | ----- | ----- | ---- | ----- |
| 1071 | ↘1052 | ↘1047 | ↘1033 | ↘1013 | ↘995 | ↗1002 |